# Stefan Lottermann (Fußballspieler)
Stefan Lottermann (* 5. März 1959 in Weilburg) ist ein ehemaliger deutscher Fußballprofi. Er war Dozent an der Deutschen Sporthochschule in Köln und Vizepräsident von Eintracht Wetzlar.

## Profikarriere
In seiner Jugend spielte Stefan Lottermann beim FV Weilburg, der TSG Biskirchen und dem FC Burgsolms.
Nach dem in Weilburg erfolgreich abgelegten Abitur begann er seine Profilaufbahn im Sommer 1977 beim Zweitligisten Kickers Offenbach.
Nach zwei Jahren in Offenbach wechselte er zum klassenhöheren Nachbarverein Eintracht Frankfurt, wo er drei Jahre lang als offensiver Mittelfeldspieler zur Stammmannschaft gehörte. Hier feierte er mit dem Gewinn des UEFA-Cups 1980 und des DFB-Pokals 1981 seine größten Erfolge. Nach seiner vierten Frankfurter Saison wechselte er 1983 zum 1. FC Nürnberg, der am Ende dieser Saison aus der 1. Bundesliga abstieg. Ende Oktober 1984 wurde ihm nach einer Spielerrebellion gegen Trainer Heinz Höher gemeinsam mit fünf weiteren Spielern – Udo Horsmann, Rudi Kargus, Horst Weyerich, Detlef Krella und Manfred Walz – wegen „vertragswidriger Indiskretion und Arbeitsverweigerung“ fristlos gekündigt.
Im Sommer 1985 schloss er sich dem Zweitligisten SV Darmstadt 98 an, bei dem er nochmals für zwei Jahre unter Vertrag stand. Danach ließ er seine aktive Karriere mit zwei Spielzeiten beim FC Burgsolms ausklingen.
Bereits seit seiner Zeit bei Kickers Offenbach studierte er Pädagogik, Soziologie und Sport an der Universität Frankfurt. Er schloss das Studium 1983 mit dem Magister ab. 1989 folgte die Promotion über „Training im Fußball“.

## Wettbewerbsübersicht
| Bundesliga  | Bundesliga  | 118 | Spiele | 16 | Tore |
| 2. Liga     | 2. Liga     | 110 | Spiele | 22 | Tore |
| DFB-Pokal   | DFB-Pokal   | 14  | Spiele | 5  | Tore |
| Europapokal | Europapokal | 14  | Spiele | 1  | Tore |

## Nach der Fußballkarriere
Nach seiner Profilaufbahn war Lottermann von 1987 bis 1994 hauptamtlicher Geschäftsführer der Vereinigung der Vertragsfußballspieler. Seit November 1992 übte er in Doppelfunktion auch das Amt des Präsidenten aus. 1988 absolvierte er erfolgreich den Fußball-Lehrer Lehrgang an der Sporthochschule Köln. 1989 übernahm er für kurze Zeit den Trainerposten bei Wormatia Worms.
Von 2002 bis 2008 arbeitete er nebenamtlich im Dozententeam der Hennes-Weisweiler-Akademie an der Kölner Sporthochschule. Zwischen 1994 und 2012 war er als Unternehmensberater und Trainerausbilder tätig. Stefan Lottermann lebte in Weilmünster. 2012 nahm er seine Tätigkeit als Technischer Berater des Chinesischen Fußball-Verbands auf.